# Athylia avara
Athylia avara är en skalbaggsart som beskrevs av Francis Polkinghorne Pascoe 1864. Athylia avara ingår i släktet Athylia och familjen långhorningar. Inga underarter finns listade.